# Maxim Wiktorowitsch Marinin
Maxim Wiktorowitsch Marinin (russisch Максим Викторович Маринин; * 23. März 1977 in Wolgograd) ist ein ehemaliger russischer Eiskunstläufer, der im Paarlauf startete.

## Werdegang
Marinin ist der erste von zwei Söhnen des Ehepaares Tatjana Alexejewna und Viktor Jakowlewitsch Marinin. Sein jüngerer Bruder heißt Wladimir Wiktorowitsch.
Marinin begann im Alter von vier Jahren mit dem Eislaufen, hatte zunächst jedoch keinen Trainer, da seine Eltern sich dies nicht leisten konnten. Er fing zunächst als Einzelläufer an, aber nachdem er in einem Turnier vom jüngeren Jewgeni Pljuschtschenko besiegt wurde, entschied er sich, zum Paarlauf zu wechseln. Er ging 1993 auf Anraten eines Trainers nach Sankt Petersburg. 1996 wurde Tatjana Totmjanina seine Eiskunstlaufpartnerin. Sie traten für den Jubilejny Sportklub an und trainierten im Jubileiny-Sportkomplex. Ihre erste Trainerin war Natalja Pawlowa.
1999 bestritten sie ihr Debüt bei Welt- und Europameisterschaften, das sie auf dem siebten bzw. fünften Platz beendeten. Ihre erste bedeutende internationale Medaille gewannen sie mit Silber bei der Europameisterschaft 2001 in Bratislava hinter ihren Landsleuten Jelena Bereschnaja und Anton Sicharulidse. Im selben Jahr ging das Paar nach Chicago um bei Oleg Wassiljew, dem Paarlauf-Olympiasieger von 1984 trainieren zu können.
2002 konnten Totmjanina und Marinin ihren ersten großen Titel erringen. In Lausanne wurden sie Europameister. Ein paar Wochen später gewannen sie in Nagano mit Silber hinter den Chinesen Shen Xue und Zhao Hongbo ihre erste Weltmeisterschaftsmedaille. Ihre ersten Olympischen Spiele beendeten sie in Salt Lake City auf dem vierten Platz. 2003 wurden sie, nachdem sie bereits erstmals das Grand-Prix-Finale gewonnen hatten, erstmals russische Paarlaufmeister. In Malmö verteidigten sie ihren Europameisterschaftstitel und bei der Weltmeisterschaft gewannen sie erneut die Silbermedaille hinter den Chinesen. Es war das letzte Mal, dass Totmjanina/Marinin bei einem bedeutenden Turnier nicht gewannen. 2004 verteidigten sie ihren nationalen Meistertitel, wurden zum dritten Mal in Folge Europameister und in Dortmund erstmals Weltmeister.
Im Oktober 2004 hatten sie beim Grand-Prix-Wettbewerb Skate America in Pittsburgh einen schweren Unfall, als Marinin bei einer so genannten Lasso-Hebung das Gleichgewicht verlor und Totmjanina mit dem Kopf voran auf das Eis stürzte. Sie erlitt eine schwere Gehirnerschütterung und musste bewusstlos ins Krankenhaus gebracht werden. Sie blieb ohne Erinnerung an den Vorfall. Sie erholte sich jedoch schnell und verlor das Vertrauen in ihren Partner nicht. Marinin dagegen hatte mit Panikattacken zu kämpfen, als er sie wieder heben sollte. Mit der Hilfe eines Sportpsychologen konnte er dies überwinden. Schon im Februar 2005 wurden sie als amtierende russische Meister wieder unangefochten Europameister und einen Monat später in Moskau auch Weltmeister. So gingen sie als Favoriten in das olympische Jahr. Zum zweiten Mal gewannen sie das Grand-Prix-Finale und in Lyon zum fünften Mal in Folge den Europameisterschaftstitel.
Bei den Olympischen Spielen 2006 in Turin wurden Tatjana Totmjanina und Maxim Marinin mit zwei fehlerfreien Programmen Olympiasieger im Paarlauf. Sowohl im Kurzprogramm als auch in der Kür bestachen sie durch Sicherheit, Eleganz und Ausdruck.
An der Weltmeisterschaft nahmen sie nicht mehr teil. Sie gaben ihren Rücktritt als Amateure bekannt und traten nur noch in Eisrevues wie Champions on Ice auf.
Marinin und Totmjanina hatten während ihrer Karriere eine Beziehung, beendeten diese jedoch und blieben eng befreundet.
Mit seiner Lebensgefährtin Natalja Somowa, einer Balletttänzerin, hat Marinin einen Sohn namens Artemij Maximowitsch (* 29. September 2007 in Krasnodar). Sie leben gemeinsam in Moskau.

## Ergebnisse

### Paarlauf
(mit Tatjana Totmjanina)
| Wettbewerb / Jahr         | 1997 | 1998 | 1999 | 2000 | 2001 | 2002 | 2003 | 2004 | 2005 | 2006 |
| ------------------------- | ---- | ---- | ---- | ---- | ---- | ---- | ---- | ---- | ---- | ---- |
| Olympische Winterspiele   |      |      |      |      |      | 4.   |      |      |      | 1.   |
| Weltmeisterschaften       |      |      | 7.   | 6.   | 5.   | 2.   | 2.   | 1.   | 1.   |      |
| Europameisterschaften     |      |      | 5.   | 5.   | 2.   | 1.   | 1.   | 1.   | 1.   | 1.   |
| Russische Meisterschaften | 6.   | 5.   | 3.   | 3.   | 3.   | 2.   | 1.   | 1.   | 1.   | Z    |

## Galerie

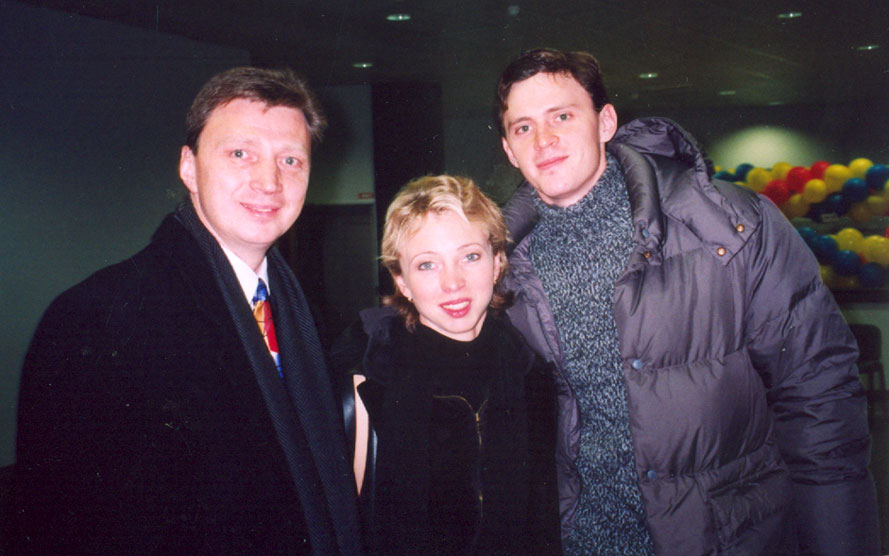
Totmjanina und Marinin mit Trainer Oleg Wassiljew, 2004
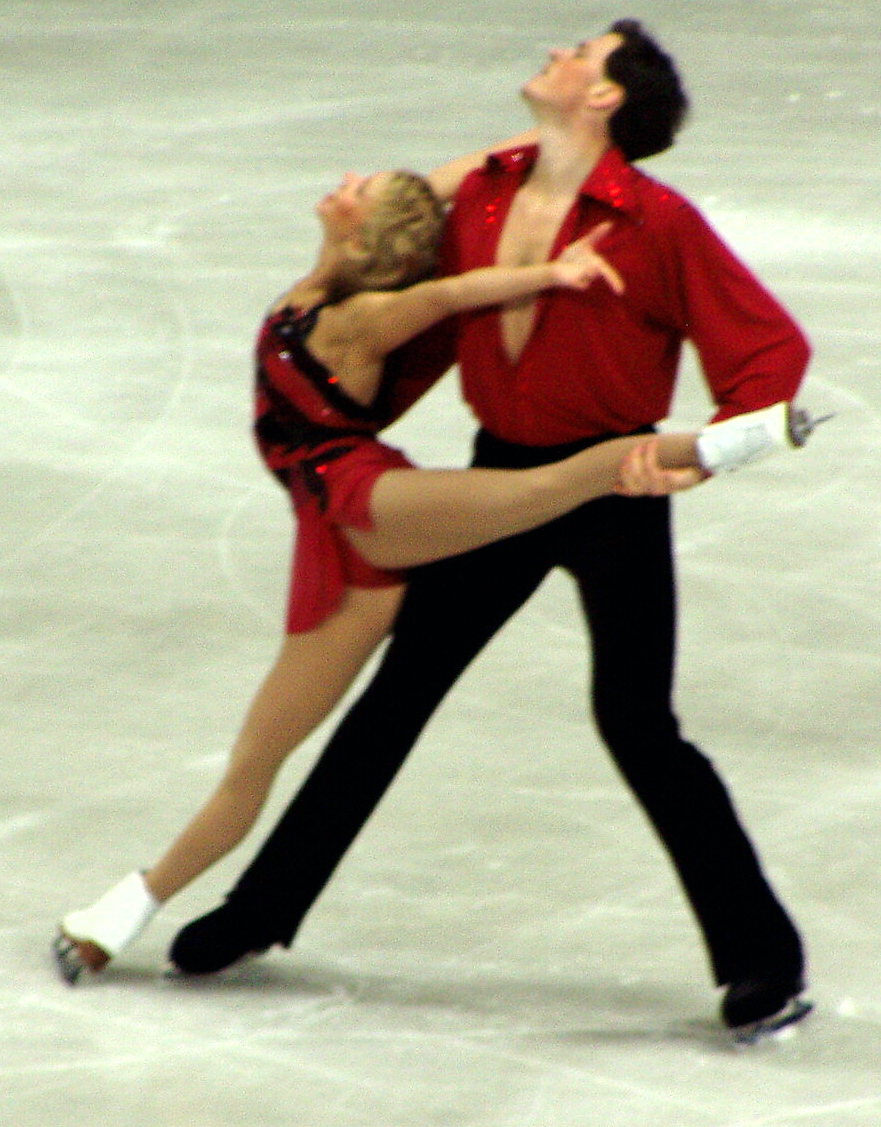
Tatjana Totmjanina und Maxim Marinin bei der Weltmeisterschaft 2004 in Dortmund
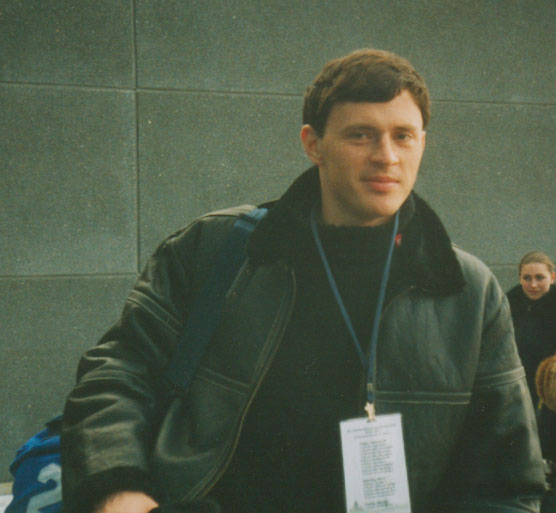
Maxim Marinin vor dem Grand-Prix-Finale 2003/04